# Miguel Francisco de Villegas
Miguel Francisco de Villegas o simplemente Miguel de Villegas el Hijo y nacido como Miguel Francisco Nicolás de Villegas y del Campo Maciel (Buenos Aires, Provincias Unidas del Río de la Plata, 19 de noviembre de 1822 - ib., República Argentina, 18 de marzo de 1890) fue un jurisconsulto, profesor universitario, político, militar y funcionario de gobierno argentino que siendo un afiliado y una de las personalidades del Partido Liberal, fue elegido como diputado a la Legislatura de Buenos Aires. Tuvo destacada actuación pública durante la batalla de Caseros, lo que le valió ser asignado como secretario general de Gobierno bonaerense, en 1852.

Figuró entre los defensores del sitio de Buenos Aires hasta el 13 de julio de 1853, como oficial de caballería. Al poco tiempo fue nombrado profesor de Filosofía de la Universidad de Buenos Aires en 1854, y en 1860 se doctoró en jurisprudencia. Al estallar la Guerra del Paraguay, con el rango de teniente coronel comandó el «batallón Belgrano» en 1865, bajo la vanguardia del general Bartolomé Mitre. En 1884, es nombrado en la obra literaria Juvenilia, de Miguel Cané.

## Biografía hasta la obtención del doctorado

Provincias Unidas del Río de la Plata en 1823. Con los territorios de Tarija, Puna de Atacama, Tandilia, Carmen de Patagones e islas Malvinas, y nominalmente con la Patagonia occidental y el Chaco centro-meridional. La «Provincia Oriental», ocupada por el Reino Unido de Portugal, Brasil y Algarve desde 1817-1825, se terminó independizando definitivamente en 1830 como Uruguay. El Alto Perú, ocupado por los realistas desde 1811-1812 y 1817-1825, se independizó como Bolivia. El Gobierno de las Misiones Guaraníes, ocupada en parte por el reino lusitano del Brasil en 1801 que se anexó las Misiones Orientales y en 1817 ocupó por unos meses, saqueando y destruyendo, las occidentales del río Uruguay. Y por último, el Estado autónomo del Paraguay confederado con las provincias argentinas hasta 1814, en 1811 había anexado las misiones occidentales del río Paraná, en 1822 las orientales del mismo río hasta 1832 pero que en 1834-1865 terminó por ocupar toda la actual provincia de Misiones. La República del Paraguay se independizó formal y definitivamente de la Confederación Argentina, el 25 de noviembre de 1842.

### Origen familiar y primeros años
Miguel Francisco Nicolás de Villegas había nacido el 19 de noviembre de 1822 en la ciudad de Buenos Aires, capital de las Provincias Unidas del Río de la Plata, siendo hijo del doctor Miguel Mariano de Villegas y de Juana María de Jesús del Campo Forgueras y Maciel Lacoizqueta Valdivieso (Santa Fe, 1792-Buenos Aires, 1863).
Su madre era nieta del teniente de gobernador santafesino Joaquín Maciel y Lacoizqueta, y por ende, sobrina nieta del doctor Juan Baltasar Maciel, además de pariente del virrey Nicolás del Campo y descendiente directa de los gobernantes coloniales Manuel Maciel y Cabral de Alpoin, Juan de Lacoizqueta, Juan de Figueroa y Villalobos, Juan de Garay, Hernandarias de Saavedra, Juan Ramírez de Velasco, Jerónimo Luis de Cabrera y Diego de Villarroel, entre otros conquistadores, adelantados, gobernantes coloniales, fundadores de ciudades —Ica, Tucumán en su primera ubicación, Córdoba, Santa Fe en su primer emplazamiento, Buenos Aires, la efímera Madrid de Las Juntas y la ciudad de La Rioja— y primeros pobladores rioplatenses.
Miguel tuvo cuatro hermanos, siendo los más destacados: el cónsul Jacinto Mariano de Villegas y el doctor Sixto Villegas quien como juez emitiría sentencia contra el exiliado brigadier Rosas, además de Antonio Miguel y Andrés Miguel de Villegas. También era primo del famoso literato argentino Estanislao del Campo.
Sus tíos maternos eran militares del bando unitario: el teniente coronel Juan Estanislao del Campo que conformó la comitiva que llevó los despojos del general Lavalle, luego del reconocimiento por parte del doctor español Gabriel Cuñado quien se había radicado en la entonces villa San Salvador de Jujuy, y Fernando Alfaro Maciel quien se había instalado desde 1821 en Bahía San Blas y luego en Carmen de Patagones, y que durante la Guerra del Brasil se desempeñara como juez de paz desde 1825 y actuara heroicamente en la batalla de Carmen de Patagones del 7 de marzo de 1827, entre milicias de las Provincias Unidas del Río de la Plata, a las órdenes del coronel Martín Lacarra, y las tropas de la marina del Imperio del Brasil que serían derrotadas.

### Estudios académicos y el exilio de Rosas

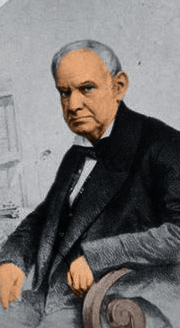
Vicente López y Planes.

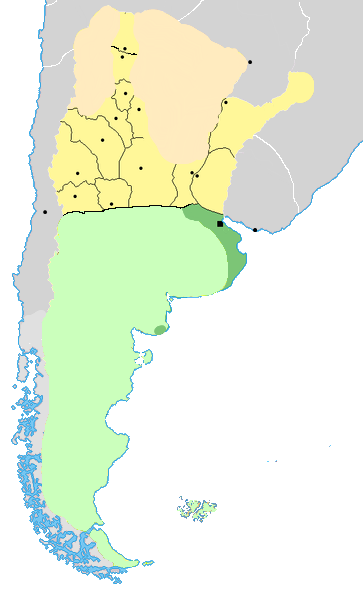
Estado de Buenos Aires (1852-1861) que efectivamente poseía los territorios circundantes de Carmen de Patagones en la desembocadura del río Negro, el Fortín Colorado en la del río homónimo, la Fortaleza Protectora Argentina en la bahía Blanca y el Fuerte Independencia en Tandilia, además tuvo el «Fuerte Paz» y su poblado en la desembocadura del río Chubut, desde 1854 hasta 1856, y desde 1859 también la Isla Pavón con la desembocadura del río Santa Cruz y por último, la Isla de los Estados (que deberían estar en VERDE OSCURO), separado de la Confederación Argentina (en AMARILLO). En VERDE CLARO: territorios nominales de la Patagonia y las Pampas (ocupada por Buenos Aires rosista, desde 1833-1852), y las reclamadas islas Malvinas, desalojadas por fuerzas británicas en 1833 y repobladas por la misma, desde 1839 hasta el presente. En ROSA: zonas reivindicadas por la Confederación, como ser Puna de Atacama ocupada por Bolivia, desde 1826-1884 y por Chile, desde 1887-1899; Provincia de Misiones ocupada por Paraguay, desde 1834-1865 y además Villa Occidental, fundada en 1855 en el Chaco Boreal y ocupada por Argentina desde 1865-1879, y por último, la región chaqueña perteneciente a los pueblos originarios guaycurúes.

Hizo sus estudios elementales y superiores en el Convento de San Francisco y bajo la égida de fray Nicolás Lacunza que lo preparara en Filosofía, los terminó en 1841.
Posteriormente se afilió al Partido Liberal, en el que fuese una de sus personalidades, y terminó siendo elegido diputado a la Legislatura de Buenos Aires.
El 3 de febrero de 1852 tuvo destacada actuación en la batalla de Caseros que provocaría el exilio del brigadier general Juan Manuel de Rosas, valiéndole ser nombrado secretario general del gobernador bonaerense Vicente López y Planes pero quien terminó renunciando a su puesto el 17 de julio del mismo año.
El 11 de septiembre estalló en Buenos Aires una revolución comandada por Valentín Alsina que se traduciría como una reacción de la provincia de Buenos Aires contra las condiciones políticas impuestas por el predominio de Justo José de Urquiza, eligiendo como nuevo gobernador a Alsina el 31 de octubre.
Pero cuando el 1.º de diciembre el coronel Hilario Lagos se puso al frente de las tropas de campaña, pronunciándose contra su gobierno en la Guardia de Luján, lideró de esta forma una contrarrevolución en donde la mayor parte de los demás comandantes bonaerenses, como José María Flores, Ramón Bustos y Jerónimo Costa, se pronunciarían a su favor.

### Surgimiento del Estado de Buenos Aires
Los contrarrevolucionarios de Lagos exigían la reincorporación de la provincia a la Confederación y la renuncia de Alsina, además de su reemplazo por el general Flores, lográndose el cese del cargo de gobernador el 6 de diciembre, aunque Alsina sería finalmente remplazado por el general Manuel Pinto. Ese mismo día, las tropas de Lagos atacaron la ciudad, pero la rápida reacción de varios jefes decididos, sobre todo de Bartolomé Mitre, impidió que se apoderaran de la capital.
El día 8 del mismo mes, Lagos establecía oficialmente el sitio de Buenos Aires, adonde Miguel de Villegas figuró como defensor de la ciudad sitiada, entre el 6 de diciembre de 1852 hasta el 13 de julio de 1853, actuando como oficial de caballería, con el rango de capitán.
Desde entonces, el Estado de Buenos Aires que sancionó su propia Constitución en 1854, se mantendría separado del resto del país, oscilando sus dirigentes entre oficializar la independencia o la pretensión de que ellos representaban a toda la Nación. Su hermano menor, el doctor Sixto Villegas, fue nombrado en 1855 relator del Supremo Tribunal de Justicia del nuevo Estado.
Por otra parte, la Confederación Argentina eligió como su primer presidente al general Urquiza que gobernaría con cierta estabilidad política aunque enfrentando serios problemas económicos y resignando muchas de las funciones de gobierno en los gobernadores provinciales.

### Doctor en Jurisprudencia
Villegas formó parte del cuerpo docente de la Universidad de Buenos Aires desde el 7 de abril de 1854, por decreto del rector José Barros Pazos, por lo cual fue nombrado profesor del aula de Filosofía. En el transcurso de su profesorado, se graduó de doctor en jurisprudencia en la Universidad de Buenos Aires, en 1860, con la siguiente tesis:

A la tentativa de homicidio con principio de ejecución, corresponde la pena inmediata a la del delito consumado.

## Actuación como militar en la Guerra del Paraguay

### Antecedentes beligerantes
Mientras tanto, en los países vecinos empezaron a surgir diversas tensiones beligerantes. Se acentuó esta, al aumentar la presión del Imperio de Brasil para que la República del Paraguay aceptara los límites pretendidos por aquel, principalmente en la cesión de las áreas yerbales, ubicadas entre el río Igurey y la sierra de Amambay. Un efímero intento de conciliación fue la declaración de una zona neutral, cuya delimitación debía hacerse por vías pacíficas.

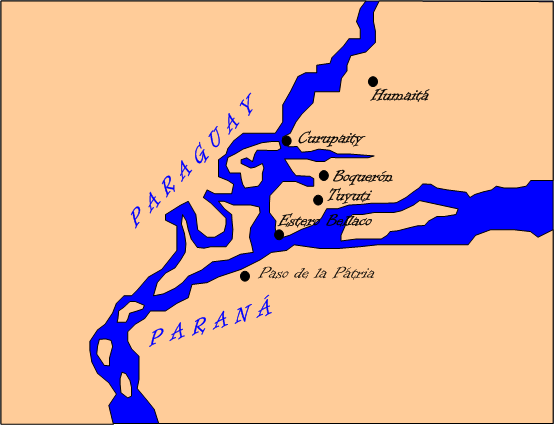
Batallas en el sur paraguayo y noroeste correntino.

Al iniciarse el año de 1860, las incursiones brasileñas volvieron a incrementarse y el pacto fue violado por Brasil al fundar la Colonia militar de Dourados en 1862, al sur del río Ygurey - Ivinhema. Por lo cual Paraguay protestó, tratando de evitar una reacción bélica, aunque su objetivo principal era incrementar su poderío militar y su influencia en el Cono Sur.

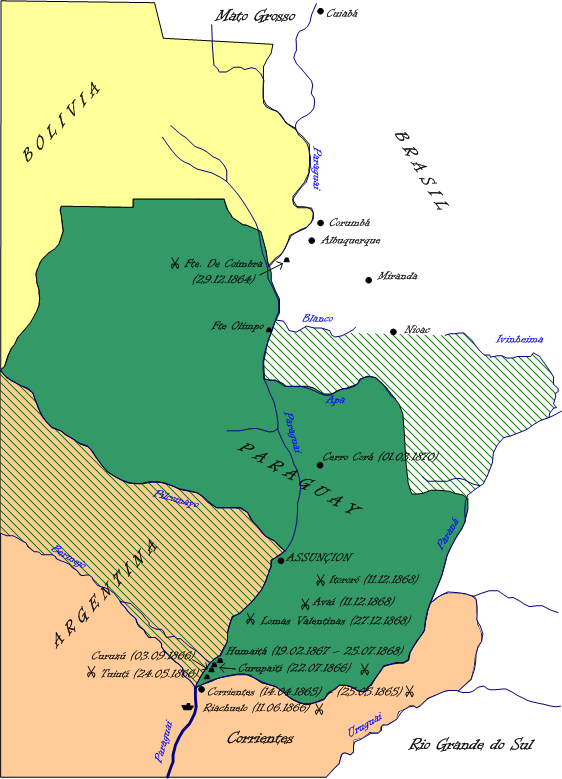
Estado del Paraguay (con litigios territoriales y batallas). Desde que era intendencia del Paraguay, fundó en el Chaco Boreal el «Fuerte Borbón» en 1792, se hizo cargo de las misiones de Itapúa —entre los ríos Tebicuary y Paraná— y protegió las de Candelaria desde 1811 - 1815, ocupándolo en 1822 - 1865, todos pertenecientes al antiguo «Gobierno de las Misiones Guaraníes». Fue liberado del Imperio español el 14 de mayo de 1811 y confederado con las provincias argentinas, desde el 12 de octubre del citado año hasta el 3 de octubre de 1814, para aislarse con la dictadura de Rodríguez de Francia, por causa del unitarismo bonaerense. Paraguay declara su independencia de la Confederación Argentina, el 25 de noviembre de 1842 que fue reconocida por esta el 17 de julio de 1852. La actual provincia de Misiones —entre el río Paraná y el río Uruguay— fue ocupada por Paraguay desde 1834 - 1865, que incluía Candelaria, pero recobrada por la Nación Argentina al iniciarse la guerra. En VERDE OSCURO: Fronteras actuales. En RAYADO OBLICUO: Territorios litigados entre Paraguay y Brasil, y también con Argentina en el Chaco Central (actual Provincia de Formosa).

Ese intento de engrandecer su influencia en el área, sería uno de los motivos de fricción con la República Argentina. Sin embargo, la situación fue precipitada nuevamente por el Imperio de Brasil, cuando facilitó el derrocamiento del presidente de la República Oriental del Uruguay, Bernardo Prudencio Berro, el 1 de marzo del mismo año.
Con el pretexto de abigeato, a principios del citado año —ocurrido en un sector de territorio brasileño entre el río Ibicuy y el río Cuareim que le había sido entregado por el Uruguay en 1851— el Imperio de Brasil increpó al nuevo presidente uruguayo Atanasio Cruz Aguirre a que le efectuara algún tipo de resarcimiento económico. En abril, Francisco Solano López se ofreció como mediador pero su oferta fue rechazada por el Imperio.
El 4 de agosto, el ministro brasileño José António Saraiva, envió un ultimátum al gobierno uruguayo amenazando con represalias por desatender las demandas planteadas anteriormente. Por este motivo, el gobierno paraguayo realizó la Protesta del 30 de agosto ante el ministro residente en Asunción del Paraguay, Cesar Sauvan Vianna de Lima, en donde afirmaba que el Brasil actuó en contra de lo establecido en el «tratado del 25 de diciembre de 1850», y que consideraría causal de guerra la ocupación militar del Uruguay, mencionando también que dicha acción atentaría contra el equilibrio de los estados de la cuenca del Río de la Plata.

### Consecuencias de la invasión del Uruguay por fuerzas brasileñas
Sin embargo, el 12 de octubre, el general brasileño José Luis Mena Barreto, con 12.000 hombres, se apoderó de la ciudad de Melo, en el Uruguay. El 12 de noviembre, ante la noticia de la efectiva ocupación militar del Uruguay, Paraguay capturó el buque mercante brasileño «Marquês de Olinda» que hacía regularmente el servicio entre Asunción y Corumbá, hecho por el vapor paraguayo Tacuarí. El coronel Frederico Carneiro de Campos, recientemente nombrado gobernador del Estado del Mato Grosso, y que estaba a bordo, fue hecho prisionero.

### Comienzos de la guerra
Cuando estalló la Guerra de la Triple Alianza, las fuerzas paraguayas desalojaron a las brasileñas, de las fortalezas y colonias militares de Coímbra (el 27 de diciembre), Alburquerque, Miranda, Dourados (el 29 de diciembre), Corumbá (el 3 de enero de 1865) y, por último, Coxim.
Como el gobierno paraguayo necesitaba una salida al mar, para poder atacar al Imperio y liberar a la República del Uruguay, pidió apoyo a la Nación Argentina pero le fue denegada, por lo cual el 14 de marzo de 1865, Solano López rompió relaciones con ese país.

### Argentina se involucra en la contienda

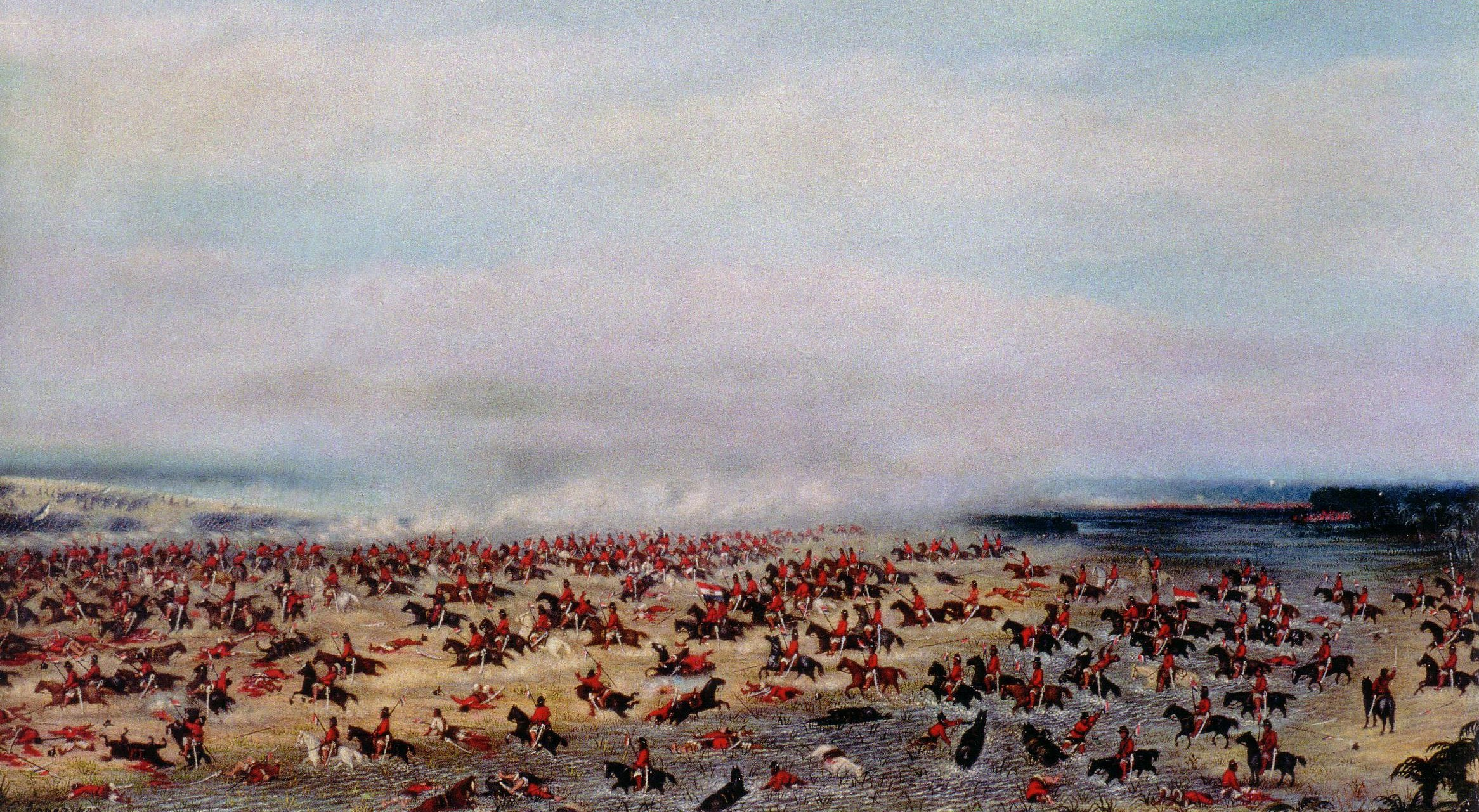
Batalla de Tuyutí (óleo de Cándido López).

La guerra se había iniciado a principios de abril de 1865, comenzando con la campaña contra la Argentina. Las tropas paraguayas empezaron por capturar barcos argentinos en el río Paraná, además de ocupar la ciudad de Corrientes el 15 de abril e invadir el territorio oriental de la provincia.
Al mando de estas operaciones se encontraban los generales paraguayos Wenceslao Robles y Francisco Isidoro Resquín. Ese mismo día llegó a la misma ciudad argentina una columna de caballería paraguaya que había hecho su avance por tierra. Paraguay había impuesto por entonces un triunvirato de gobierno interino en la provincia de Corrientes.
La guerra fue muy popular en la ciudad de Buenos Aires y alrededores, también en Rosario, en donde la prensa hacía fuerte propaganda a favor de Brasil.

### Origen del batallón Belgrano

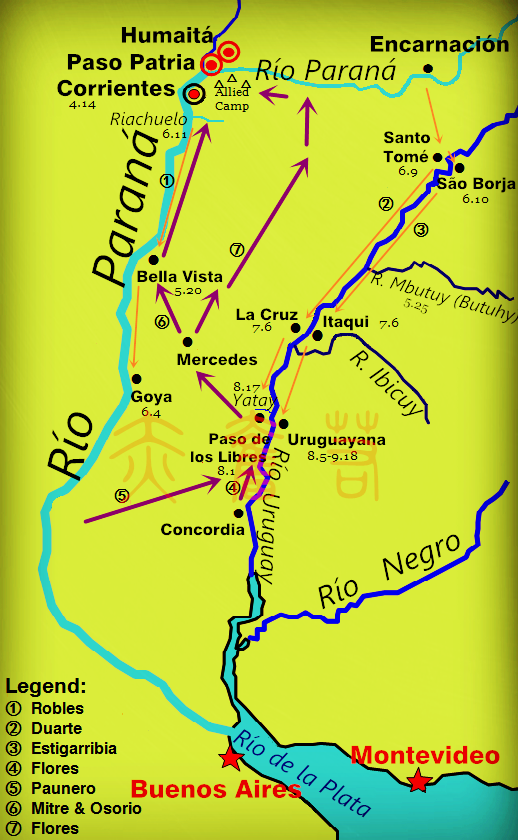
En 1865 el ejército paraguayo marchó a lo largo de los ríos Paraná y Uruguay hacia el sur, invadiendo Corrientes de Argentina y Río Grande del Sul del Brasil (en el mapa se muestran las rutas de los ejércitos de ambos bandos).

Fue entonces cuando Miguel de Villegas comandó con el rango de teniente coronel, junto al coronel Faustino Joaquín Arámbulo, el «Regimiento de Caballería de la Guardia Nacional Blandengues de Belgrano» o simplemente «batallón Belgrano», creado en la ciudad de Santa Fe el 8 de julio de 1865, bajo las órdenes directas del general Bartolomé Mitre.
Hubo en casi todo el resto de la Argentina una corriente generalizada de oposición a participar en esta guerra, hasta el punto de que gran parte de los soldados enviados eran de raza negra pero que no eran esclavos, a diferencia de los soldados brasileños. Tanto los negros brasileños como los argentinos eran llamados cambás —oscuros, en guaraní— por la población paraguaya.

### Tratado de la Triple Alianza
El 1 de mayo de 1865 la Argentina firmó un tratado de alianza con Brasil y Uruguay en contra del Paraguay —por lo que se llamó también Guerra de la Triple Alianza— que había invadido Corrientes, estipulándose que: 

La República Argentina quedará dividida de la República del Paraguay, por los ríos Paraná y Paraguay, hasta encontrar los límites del Imperio del Brasil, siendo éstos, en la ribera derecha del Río Paraguay, la Bahía Negra . En cumplimiento de ello, el general Emilio Mitre ocupó en octubre de 1869, Villa Occidental redenominándola Villa Argentina, frente a la ciudad de Asunción.

### Campañas militares en la Mesopotamia y el sitio de Uruguayana

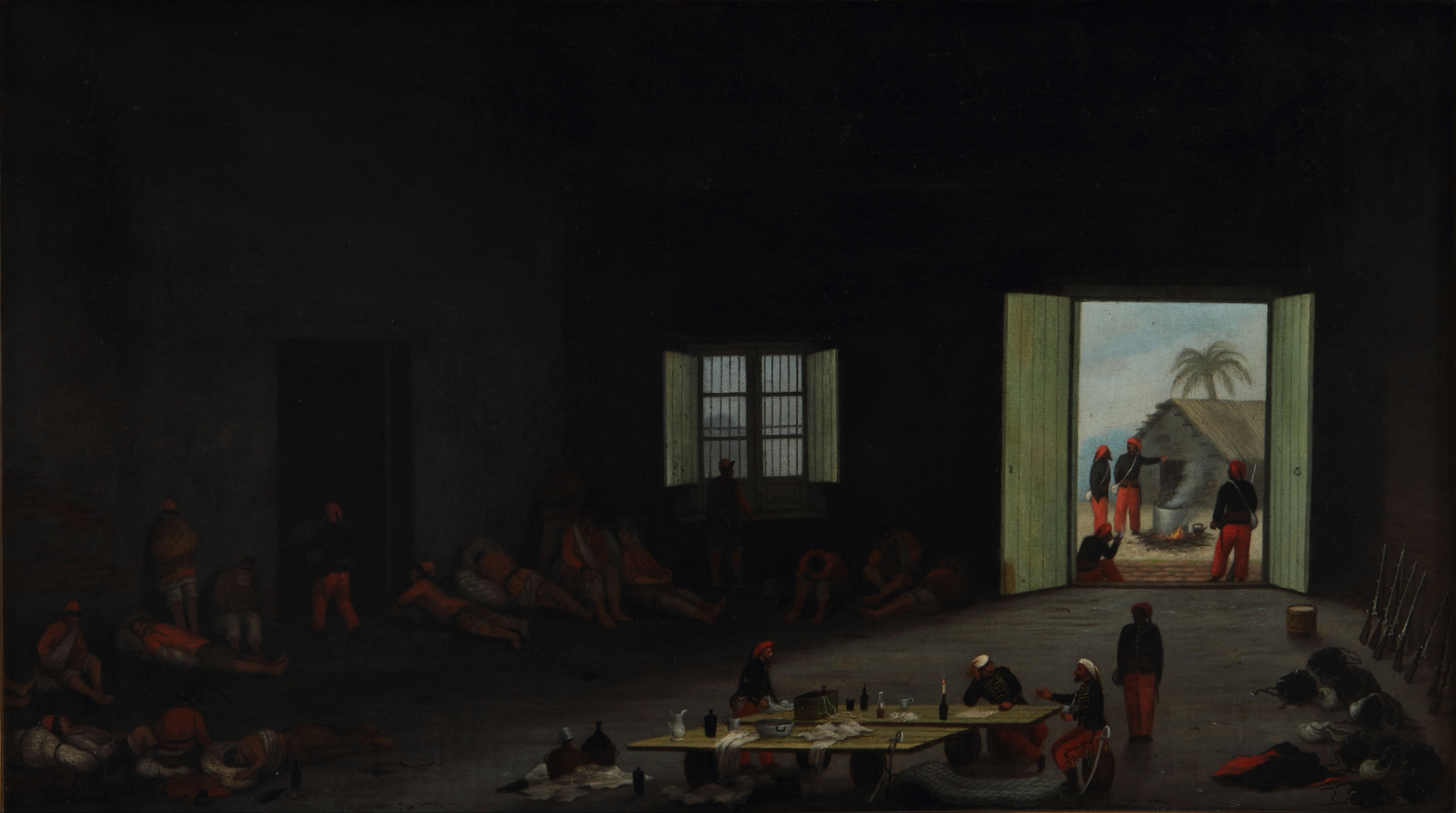
Soldados paraguayos heridos prisioneros de la batalla de Yatay (por Cándido López).

Mitre se estableció en la ciudad entrerriana de Concordia con el cuartel general del Ejército Aliado, adonde también se encontraba el batallón Belgrano del doctor en abogacía Miguel de Villegas ya con el grado de teniente coronel.
También estaban presentes varios doctores en medicina como ser Hilario Almeira, Caupolicán Molina, Joaquín Díaz de Bedoya, Pedro Mallo, Francisco Soler, Manuel María Biedma, entre otros, y los practicantes Tomás Liberato Perón (abuelo de Juan Domingo Perón), Antonio Manuel Silva Campero (primo de Leandro N. Alem), Lucilo del Castillo, Eleodoro Damianovich, Ángel Golfarini y algunos más, organizando la «Legión Sanitaria» que conformaría la sanidad Militar en la Guerra de la Triple Alianza.

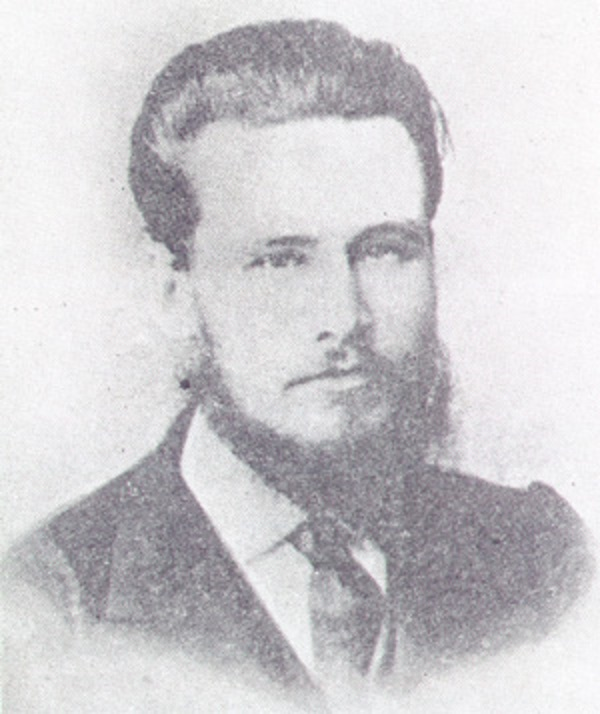
Tomás Liberato Perón.

Desde allí avanzó un ejército comandado por el presidente uruguayo Venancio Flores, con participación de las fuerzas de Wenceslao Paunero y de contingentes brasileños, en busca de la división paraguaya del coronel Pedro Duarte quien había sido enviado el 5 de mayo de 1865 por el coronel Antonio de la Cruz Estigarribia, para controlar las costas del río Uruguay.
Según órdenes del general Mitre del 13 de julio en Concordia, puso bajo el mando de Venancio Flores al entonces gobernador de Entre Ríos, el general Justo José de Urquiza y sus hombres que se habían desbandado el 1.º de mayo, porque se negaban a luchar contra los paraguayos, alegando que eran sus aliados naturales. También colocó bajo las órdenes de Flores a las fuerzas brasileñas al mando del teniente coronel Joaquim Rodrigues Coelho Nelly, mientras que el día 16 de julio del citado año, las otras fuerzas brasileñas de Davi José Martins Canabarro habían iniciado el sitio de Uruguayana.

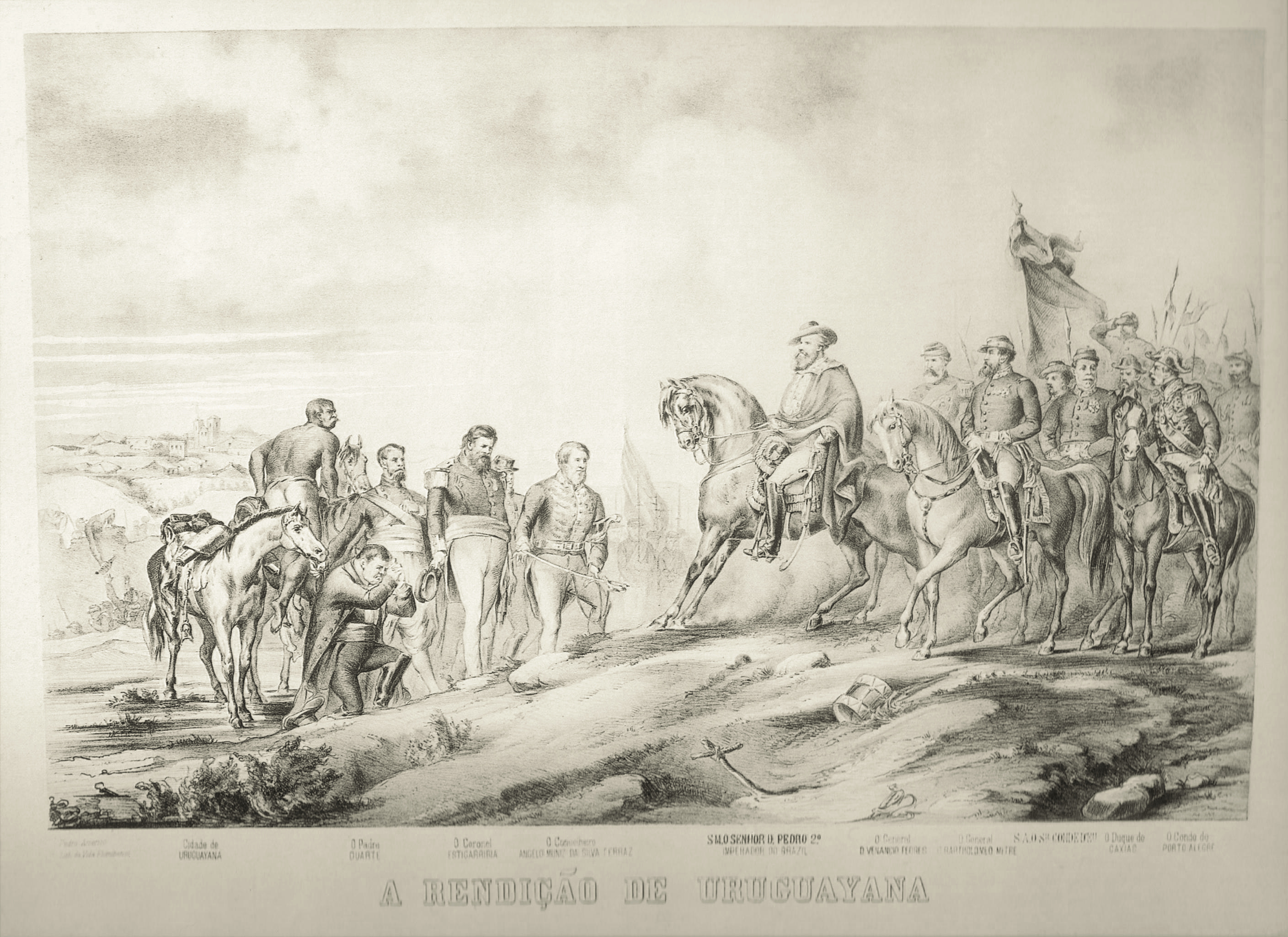
Rendición de Uruguayana (por Víctor Meirelles).

Luego del triunfo aliado sobre el paraguayo en la batalla de Yatay el 17 de agosto, cerca de la entonces villa de «San José de Restauración», gracias a los 5550 infantes y 5000 jinetes de caballería —siendo uno de ellos el teniente coronel Villegas— reunirían las fuerzas para recuperar Uruguayana. Las fuerzas paraguayas terminaron sufriendo 1500 muertos y 1600 prisioneros, de los cuales 300 estaban heridos siendo atendidos por la Legión Sanitaria del Ejército Argentino.
El presidente uruguayo Venancio Flores y su ejército de 1.220 hombres llegaron el 19 de agosto, y en donde también estuvieron, desde el 11 de septiembre, el emperador Pedro II que reunía una fuerza de 12.393 brasileños y el presidente argentino, el general Bartolomé Mitre, con su Ejército de 3.802 infantes.
La caballería argentina, en donde se encontraba el teniente coronel Miguel Francisco de Villegas y su sobrino tercero, el entonces teniente primero Conrado Villegas, se había quedado en la orilla correntina del río Uruguay, o sea, cerca del actual Paso de los Libres.
El 18 de septiembre, las fuerzas paraguayas en Uruguayana se rindieron ante el asedio aliado, regresando a su país y arrasando con toda la zona a su paso.

### Fin de la guerra: el Estado del Paraguay, satélite del Brasil

República del Paraguay, luego de la guerra, ocupado por Brasil que en cuyas manos perdió su histórico territorio entre el río Apa y el río Blanco pero conservó aquellos pretendidos del Chaco Boreal —de pueblos originarios guaicurúes y chiriguanos, que nominalmente pertenecía al gobierno de Chiquitos— y el actual territorio de Itapúa que dependía de la antigua provincia argentina de las Misiones Guaraníes. Argentina conservó «Villa Occidental» —hasta 1879— y recuperó los territorios de la orilla oriental del río Paraná de la actual provincia de Misiones, además de la provincia de Corrientes y del pretendido Chaco Central, también de pueblos originarios que pertenecía nominalmente a la intendencia de Córdoba del Tucumán.

Casi inmediatamente tras la ocupación brasileña de Asunción, el 15 de agosto de 1869 se formó un gobierno provisional o Triunvirato, impuesto por el Imperio, convirtiéndose de esta manera el Paraguay en un estado satélite del Brasil, hasta el punto en que el cónsul brasileño José María da Silva Paranhos, más conocido como el barón de Río Branco, era llamado en ese país «virrey del Paraguay» (o Virrei do Paraguai), y obteniendo así el imperio todos los territorios que deseaba.
La ocupación brasileña perduró hasta 1876, tras la firma del tratado Cotegipe-Lóizaga del 9 de enero de 1872 que violaba el artículo 6.º del Tratado de la Triple Alianza, por el cual Brasil ocupaba territorios ancestralmente paraguayos y obtenía diversas concesiones económicas:

Los aliados se comprometen solemnemente á no deponer las armas sino de común acuerdo, y sólo después de derribado el actual gobierno del Paraguay; así como también á no tratar con el enemigo común, ni celebrar tratados de paz, tregua ó armisticio, ni convenio alguno tendiente á suspender ó terminar la guerra, sin mediar perfecto acuerdo entre todos.

Aunque Argentina no pudo anexar todos los territorios que deseaba, fue bastante beneficiosa para Bartolomé Mitre ya que fortaleció su posición política; lo mismo sucede con Buenos Aires, puerto que pasó a liderar al país como un centro económico, cultural y político. La economía argentina, al igual que ocurrió con su aliado, fue muy afectada y no pudo recuperarse hasta la masiva inmigración europea que la convertiría en una potencia regional.

## Profesorado en la Universidad de Buenos Aires y deceso

### Profesor universitario de Filosofía
El doctor Villegas, siendo profesor universitario de Filosofía, le dictó cursos a su pariente lejano y futuro concuñado Dardo Rocha Arana en el año 1855, también le había tomado examen a Tomás Liberato Perón en diciembre del año 1857, obteniendo un "sobresaliente por mayoría" y a José María Moreno hacia 1860, entre otros.
Luego de la Guerra del Paraguay, siguió enseñando por espacio de muchos años en la Universidad de Buenos Aires y en 1868, donó un códice de Juan Manuel Fernández de Agüero a la biblioteca universitaria, siendo un volumen de gran valor científico. En la cátedra aportó novedades interesantes en la materia.

### Fallecimiento
Finalmente al retirarse de la vida académica, el doctor Miguel Francisco Villegas fallecería en la ciudad de Buenos Aires el 18 de marzo de 1890, a raíz de una hemorragia cerebral, teniendo 67 años de edad.

## Matrimonio y descendencia
Miguel Francisco de Villegas se había casado hacia 1858 con Daría Victoria Arana Pabón y Merino Bonelo —o bien, Victoria Arana— (Buenos Aires, 1837 - La Plata, 1921), la hermana mayor de Paula Arana (Buenos Aires, 23 de octubre de 1838 - La Plata, 13 de diciembre de 1917) que se había unido en matrimonio con su primo, el doctor Dardo Rocha Arana quien fuera el gobernador de Buenos Aires y fundador de las ciudades de La Plata, Necochea, Pehuajó, Tres Arroyos y Coronel Vidal.
Miguel de Villegas y Victoria Arana fueron padres de seis hijos:
- Victoria Elisa Mariana Villegas Arana[15] (n. ca. 1859).
- María Ana Villegas Arana[12][15] (n. Buenos Aires, 27 de octubre de 1862) que se casó en Buenos Aires el 22 de septiembre de 1884 con el doctor Mateo Victorica Peralta[12] (Navarro, 30 de junio de 1848 - La Plata, 5 de enero de 1902)[12] quien fuera legislador por la provincia de Buenos Aires en el período de 1880 a 1887 y viudo de su primer matrimonio sin sucesores con Manuela Terrero Bond Ortiz de Rozas,[12] una hija de Carolina Bond Ortiz de Rozas[12] y de su marido Antonio Terrero[12] (además de ser sobrina segunda de Manuelita[16] y sobrina nieta del exiliado exgobernador Juan Manuel de Rosas).[17] Ana y Mateo concibieron cinco hijos[15] que, menos una, permanecerían solteros:[12] Diego Mateo, Juan Rafael, Victoria María Solana Terrero Villegas que se casó con Roberto Gorostiaga y tuvieron descendencia, María Victoria y María Teresa Terrero Villegas.[12]
- Miguel Augusto Villegas Arana[15] (n. Buenos Aires, 1864) era un almirante casado con Emelina Ada Brennan Duggan quienes fueran padres de seis hijos,[15] siendo estos el capitán de navío Miguel Francisco Nicolás,[15] el doctor Andrés Walter Villegas Brennan,[15] Emelina,[15] Eduardo,[15] Carlos[15] y el funcionario, historiador y escritor Alfredo Guillermo Villegas Brennan.[15]
- Elena Victoria Villegas Arana[15] (n. ca. 1866).
- Eva Magdalena Villegas Arana[15] (n. ca. 1868).
- Jacinto Franklin Villegas Arana[15] (Buenos Aires, 14 de abril de 1869 - La Plata, 7 de septiembre de 1938) era un escribano-procurador, jefe del Archivo de los Tribunales y tesorero del Comité Central de la sección 3.ª Dr. Estanislao G. Bejarano del Partido Demócrata Nacional que se unió en matrimonio con Sofía Lucrecia Cuñado-Cau y Rebuffo Posadas (Buenos Aires, 18 de octubre de 1880 - La Plata, 1970), siendo esta una hija del doctor en Medicina y capitán de fragata Federico R. Cuñado[18] y de su esposa Enriqueta Rebuffo Posadas[19] (ib., 1856 - ib., 1885), cuyos padres eran Tomas Rebuffo[19] y Juana de Posadas y Albín,[19] la cual era una bisnieta materna del doctor Gervasio Antonio de Posadas[19] y sobrina nieta segunda de Carlos María de Alvear, siendo ambos primer y segundo Director Supremo de las Provincias Unidas del Río de la Plata. Su suegro Federico Cuñado como cirujano mayor de la corbeta Cabo de Hornos de los comandantes Luis Piedrabuena y Martín Rivadavia, actuó desde 1878 en la Expedición Py y durante la famosa Conquista del Desierto de los generales Julio Argentino Roca y Conrado Villegas, siendo este último, primo tercero de Jacinto Villegas quien con su esposa Sofía Cuñado-Cau tuvieron cuatro hijos:

- Ana María Villegas quien fuera inspectora de enseñanza y se enlazara con Enrique Fermín Carlos Azarri.
- Miguel Federico Villegas (La Plata, provincia de Buenos Aires, 23 de febrero de 1909 - Buenos Aires, 7 de febrero de 1961) era un militar que llegaría al rango de general de infantería y se unió en matrimonio en 1934 con Amalia Lucrecia Silva Lezama. Fue secretario de «Radiodifusión» desde 1943 hasta 1946 durante los gobiernos de los generales Ramírez y Farrell, luego de la Década Infame y en el transcurso de la Segunda Guerra Mundial, y que con el rango de teniente coronel formara parte de la comisión militar argentina, por decreto del 17 de julio de 1950 en la primera presidencia de Perón, para hacer homenaje ante el monumento en Santiago de Chile del general José de San Martín por el centenario de su fallecimiento —su futuro consuegro, el entonces teniente coronel José Ítalo Lamberti, fue enviado para inaugurar la escultura ecuestre neoyorquina del Libertador hispanoamericano— y recibiera del gobierno chileno de Carlos Ibáñez del Campo la medalla militar de la Orden al Mérito de Tercera Clase el 17 de octubre de 1954, y en el mismo año, la condecoración ecuatoriana de la Orden de Abdón Calderón de Primera Clase, durante la tercera presidencia de José María Velasco Ibarra, y al regresar a la República Argentina, gobernando el segundo mandato el general Perón, desde este último año hasta 1956 fue enviado como agregado militar a Moscú de la entonces URSS.
- Sofía Victoria Villegas "Micha" que era doctora en Abogacía, y se casó con el abogado, escritor y funcionario Juan Manuel Villarreal.
- Enriqueta Elena Villegas que era una docente unida en matrimonio con el capitán de navío Luis Martin.

## Ancestros
| \| \| \| \| \| \| \| \| \| \| \| \| \| \| \| \| \| \| \| \| 16. Juan de Villegas y Barreda, tercio de los españoles (hijo de Rodrigo de Villegas V Tagle y de la Torre, XIII señor de la Casa de Villegas en Cóbreces, y descendiente del merino mayor castellano Ruy Pérez II de Villegas, I señor de Cóbreces, Villasevil, Castillo Pedroso y Acereda, II señor de Moñux y Caracena, y V señor de Villegas, Villamorón, Pedrosa del Páramo, Manciles, Valdegómez, Manquillos y del palacio de la Casa de Villegas de Sasamón) \| \| \| \| \| \| \| \| \| \| \| \| \| \| \| \| \| \| \| \| \| \| \| \| \| \| \| \| \| \| \| \| \| \| \| \| \| \| \| \| \| \| \| \| \| \| \| \| \| \| \| \| \| \| 8. Francisco de Villegas y Gómez de Arce, doctor en abogacía \| \| \| \| \| \| \| \| \| \| \| \| \| \| \| \| \| \| \| \| \| \| \| \| \| \| \| \| \| \| \| \| \| \| \| \| \| \| \| \| \| \| \| \| \| \| \| \| \| \| \| \| \| \| 17. Justa Gómez de Arce \| \| \| \| \| \| \| \| \| \| \| \| \| \| \| \| \| \| \| \| \| \| \| \| \| \| \| \| \| \| \| \| \| \| \| \| \| \| \| \| \| \| \| \| \| \| \| \| \| \| \| \| \| \| 4. Francisco de Villegas y López Quevedo, procurador de Cóbreces \| \| \| \| \| \| \| \| \| \| \| \| \| \| \| \| \| \| \| \| \| \| \| \| \| \| \| \| \| \| \| \| \| \| \| \| \| \| \| \| \| \| \| \| \| \| \| \| \| \| \| \| \| \| 18. Antonio López \| \| \| \| \| \| \| \| \| \| \| \| \| \| \| \| \| \| \| \| \| \| \| \| \| \| \| \| \| \| \| \| \| \| \| \| \| \| \| \| \| \| \| \| \| \| \| \| \| \| \| \| \| \| 9. Josefa López Quevedo \| \| \| \| \| \| \| \| \| \| \| \| \| \| \| \| \| \| \| \| \| \| \| \| \| \| \| \| \| \| \| \| \| \| \| \| \| \| \| \| \| \| \| \| \| \| \| \| \| \| \| \| \| \| 19. María de Quevedo \| \| \| \| \| \| \| \| \| \| \| \| \| \| \| \| \| \| \| \| \| \| \| \| \| \| \| \| \| \| \| \| \| \| \| \| \| \| \| \| \| \| \| \| \| \| \| \| \| \| \| \| \| \| 2. Miguel Mariano de Villegas, doctor en abogacía, síndico-procurador del Cabildo de Buenos Aires, diputado, asesor de gobierno rioplatense y presidente del Superior Tribunal de Justicia de la Confederación Argentina (primo de José de Villegas y Gómez de Arce, contador de la Real Armada Española y juez de paz de El Tala desde 1840, y tío abuelo segundo del general Conrado Villegas) \| \| \| \| \| \| \| \| \| \| \| \| \| \| \| \| \| \| \| \| \| \| \| \| \| \| \| \| \| \| \| \| \| \| \| \| \| \| \| \| \| \| \| \| \| \| \| \| \| \| \| \| \| \| 20. Andrés Fernández \| \| \| \| \| \| \| \| \| \| \| \| \| \| \| \| \| \| \| \| \| \| \| \| \| \| \| \| \| \| \| \| \| \| \| \| \| \| \| \| \| \| \| \| \| \| \| \| \| \| \| \| \| \| 10. Juan Fernández Álvarez \| \| \| \| \| \| \| \| \| \| \| \| \| \| \| \| \| \| \| \| \| \| \| \| \| \| \| \| \| \| \| \| \| \| \| \| \| \| \| \| \| \| \| \| \| \| \| \| \| \| \| \| \| \| 21. Margarita Álvarez \| \| \| \| \| \| \| \| \| \| \| \| \| \| \| \| \| \| \| \| \| \| \| \| \| \| \| \| \| \| \| \| \| \| \| \| \| \| \| \| \| \| \| \| \| \| \| \| \| \| \| \| \| \| 5. María Mercedes Fernández Machado de Melo y Manzanares Maciel \| \| \| \| \| \| \| \| \| \| \| \| \| \| \| \| \| \| \| \| \| \| \| \| \| \| \| \| \| \| \| \| \| \| \| \| \| \| \| \| \| \| \| \| \| \| \| \| \| \| \| \| \| \| 22. Juan Francisco Machado de Melo y Manzanares (bisnieto de la infanzona Inés Nunes Cabral de Melo y de Gil Gonçalves de Moura) \| \| \| \| \| \| \| \| \| \| \| \| \| \| \| \| \| \| \| \| \| \| \| \| \| \| \| \| \| \| \| \| \| \| \| \| \| \| \| \| \| \| \| \| \| \| \| \| \| \| \| \| \| \| 11. Ana Machado de Melo y Manzanares Maciel \| \| \| \| \| \| \| \| \| \| \| \| \| \| \| \| \| \| \| \| \| \| \| \| \| \| \| \| \| \| \| \| \| \| \| \| \| \| \| \| \| \| \| \| \| \| \| \| \| \| \| \| \| \| 23. María Maciel Pacheco y Colares Escobar (chozna de Alonso de Escobar, I regidor del Cabildo de Buenos Aires, y descendiente de Martín Suárez de Toledo, XI gobernador del Río de la Plata y del Paraguay) \| \| \| \| \| \| \| \| \| \| \| \| \| \| \| \| \| \| \| \| \| \| \| \| \| \| \| \| \| \| \| \| \| \| \| \| \| \| \| \| \| \| \| \| \| \| \| \| \| \| \| \| \| \| 1. Miguel Francisco de Villegas \| \| \| \| \| \| \| \| \| \| \| \| \| \| \| \| \| \| \| \| \| \| \| \| \| \| \| \| \| \| \| \| \| \| \| \| \| \| \| \| \| \| \| \| \| \| \| \| \| \| \| \| \| \| 24. Cristóbal del Campo y Cuesta de Saavedra, caballero de la Orden de Calatrava, señor de Loreto y del mayorazgo de la Casa Del Campo de Villaviciosa (hermano de Nicolás Ignacio del Campo y Cuesta, I marqués de Loreto) \| \| \| \| \| \| \| \| \| \| \| \| \| \| \| \| \| \| \| \| \| \| \| \| \| \| \| \| \| \| \| \| \| \| \| \| \| \| \| \| \| \| \| \| \| \| \| \| \| \| \| \| \| \| 12. Diego Estanislao del Campo y Maestre (primo hermano de Nicolás Felipe Cristóbal del Campo y Rodríguez de Salamanca, II marqués de Loreto y III virrey del Río de la Plata) \| \| \| \| \| \| \| \| \| \| \| \| \| \| \| \| \| \| \| \| \| \| \| \| \| \| \| \| \| \| \| \| \| \| \| \| \| \| \| \| \| \| \| \| \| \| \| \| \| \| \| \| \| \| 25. María de Maestre y Rodríguez de las Varillas de Salamanca \| \| \| \| \| \| \| \| \| \| \| \| \| \| \| \| \| \| \| \| \| \| \| \| \| \| \| \| \| \| \| \| \| \| \| \| \| \| \| \| \| \| \| \| \| \| \| \| \| \| \| \| \| \| 6. Augusto Nicolás Cristóbal del Campo y Forgueras, jefe de la guardia virreinal y cabildante de Buenos Aires \| \| \| \| \| \| \| \| \| \| \| \| \| \| \| \| \| \| \| \| \| \| \| \| \| \| \| \| \| \| \| \| \| \| \| \| \| \| \| \| \| \| \| \| \| \| \| \| \| \| \| \| \| \| 26. Juan de Forgueras \| \| \| \| \| \| \| \| \| \| \| \| \| \| \| \| \| \| \| \| \| \| \| \| \| \| \| \| \| \| \| \| \| \| \| \| \| \| \| \| \| \| \| \| \| \| \| \| \| \| \| \| \| \| 13. Isabel de Forgueras y Mayo \| \| \| \| \| \| \| \| \| \| \| \| \| \| \| \| \| \| \| \| \| \| \| \| \| \| \| \| \| \| \| \| \| \| \| \| \| \| \| \| \| \| \| \| \| \| \| \| \| \| \| \| \| \| 27. Clara de Mayo \| \| \| \| \| \| \| \| \| \| \| \| \| \| \| \| \| \| \| \| \| \| \| \| \| \| \| \| \| \| \| \| \| \| \| \| \| \| \| \| \| \| \| \| \| \| \| \| \| \| \| \| \| \| 3. Juana María de Jesús del Campo y Maciel (hermana de Juan Estanislao del Campo, teniente coronel y unitario, prima hermana de Fernando Alfaro Maciel, hacendado y político, y prima segunda de Rafael Valentín Valdivieso Zañartu, arzobispo de Santiago de Chile, y de Francisca de Paula Verdugo Fernández de Valdivieso y Herrera, madre de los hermanos Carrera) \| \| \| \| \| \| \| \| \| \| \| \| \| \| \| \| \| \| \| \| \| \| \| \| \| \| \| \| \| \| \| \| \| \| \| \| \| \| \| \| \| \| \| \| \| \| \| \| \| \| \| \| \| \| 28. Manuel Maciel y Cabral de Alpoin, maestre de campo y alcalde de las ciudades de Corrientes y Santa Fe (un nieto del teniente de gobernador correntino Manuel Cabral de Melo y Alpoin) \| \| \| \| \| \| \| \| \| \| \| \| \| \| \| \| \| \| \| \| \| \| \| \| \| \| \| \| \| \| \| \| \| \| \| \| \| \| \| \| \| \| \| \| \| \| \| \| \| \| \| \| \| \| 14. Joaquín Maciel y Lacoizqueta, teniente de gobernador de Santa Fe (hermano de Juan Baltasar Maciel, doctor en abogacía, sacerdote y padrino del patriota Manuel Belgrano) \| \| \| \| \| \| \| \| \| \| \| \| \| \| \| \| \| \| \| \| \| \| \| \| \| \| \| \| \| \| \| \| \| \| \| \| \| \| \| \| \| \| \| \| \| \| \| \| \| \| \| \| \| \| 29. Rosa de Lacoizqueta y Martínez del Monje (hija de Juan de Lacoizqueta, maestre de campo y teniente de gobernador de Santa Fe, nieta materna del alcalde santafesino Francisco Martínez del Monje y bisnieta del corregidor cuyano Pedro Homem de Pessoa y Pereda, y también alcalde de Buenos Aires y teniente de gobernador de Santa Fe) \| \| \| \| \| \| \| \| \| \| \| \| \| \| \| \| \| \| \| \| \| \| \| \| \| \| \| \| \| \| \| \| \| \| \| \| \| \| \| \| \| \| \| \| \| \| \| \| \| \| \| \| \| \| 7. María Juana Maciel y Fernández de Valdivieso (prima hermana del doctor Manuel Joaquín de Valdivieso, secretario de Gobierno y diputado de la República de Chile, y de Cosme Maciel, constructor naval, político y primer abanderado argentino) \| \| \| \| \| \| \| \| \| \| \| \| \| \| \| \| \| \| \| \| \| \| \| \| \| \| \| \| \| \| \| \| \| \| \| \| \| \| \| \| \| \| \| \| \| \| \| \| \| \| \| \| \| \| 30. Silvestre Fernández de Valdivieso y Arbizu del Campo, maestre de campo \| \| \| \| \| \| \| \| \| \| \| \| \| \| \| \| \| \| \| \| \| \| \| \| \| \| \| \| \| \| \| \| \| \| \| \| \| \| \| \| \| \| \| \| \| \| \| \| \| \| \| \| \| \| 15. Isidora Fernández de Valdivieso Arbizu y Herrera Cabrera Velasco \| \| \| \| \| \| \| \| \| \| \| \| \| \| \| \| \| \| \| \| \| \| \| \| \| \| \| \| \| \| \| \| \| \| \| \| \| \| \| \| \| \| \| \| \| \| \| \| \| \| \| \| \| \| 31. Jerónima Rosa de Herrera Cabrera y Velasco (descendiente de Juan Ramírez de Velasco, Hernando Arias de Saavedra, Diego de Villarroel, Martín Suárez de Toledo, Jerónimo Luis de Cabrera, Juan de Garay, de Gonzalo Martel de la Puente y Guzmán, de Diego Gutiérrez de los Ríos y Aguayo, de Íñigo López de Mendoza y Luna y de Juan Fernández Manrique de Lara, entre otros) \| \| \| \| \| \| \| \| \| \| \| \| \| \| \| \| \| \| \| \| \| \| \| \| \| \| \| \| \| \| \| \| \| \| \| \| \| \| \| \| \| \| \| \| \| \| \| \| \| \| \| \| | |  |  |  |  |  |  |  |  |  |  |  |  |  |  |  |
| | |  |  |  |  |  |  |  |  |  |  |  |  |  |  |  |
| | 16. Juan de Villegas y Barreda, tercio de los españoles (hijo de Rodrigo de Villegas V Tagle y de la Torre, XIII señor de la Casa de Villegas en Cóbreces, y descendiente del merino mayor castellano Ruy Pérez II de Villegas, I señor de Cóbreces, Villasevil, Castillo Pedroso y Acereda, II señor de Moñux y Caracena, y V señor de Villegas, Villamorón, Pedrosa del Páramo, Manciles, Valdegómez, Manquillos y del palacio de la Casa de Villegas de Sasamón) |  |  |  |  |  |  |  |  |  |  |  |  |  |  |  |
| | |  |  |  |  |  |  |  |  |  |  |  |  |  |  |  |
| | |  |  |  |  |  |  |  |  |  |  |  |  |  |  |  |
| | 8. Francisco de Villegas y Gómez de Arce, doctor en abogacía |  |  |  |  |  |  |  |  |  |  |  |  |  |  |  |
| | |  |  |  |  |  |  |  |  |  |  |  |  |  |  |  |
| | |  |  |  |  |  |  |  |  |  |  |  |  |  |  |  |
| | 17. Justa Gómez de Arce |  |  |  |  |  |  |  |  |  |  |  |  |  |  |  |
| | |  |  |  |  |  |  |  |  |  |  |  |  |  |  |  |
| | |  |  |  |  |  |  |  |  |  |  |  |  |  |  |  |
| | 4. Francisco de Villegas y López Quevedo, procurador de Cóbreces |  |  |  |  |  |  |  |  |  |  |  |  |  |  |  |
| | |  |  |  |  |  |  |  |  |  |  |  |  |  |  |  |
| | |  |  |  |  |  |  |  |  |  |  |  |  |  |  |  |
| | 18. Antonio López |  |  |  |  |  |  |  |  |  |  |  |  |  |  |  |
| | |  |  |  |  |  |  |  |  |  |  |  |  |  |  |  |
| | |  |  |  |  |  |  |  |  |  |  |  |  |  |  |  |
| | 9. Josefa López Quevedo |  |  |  |  |  |  |  |  |  |  |  |  |  |  |  |
| | |  |  |  |  |  |  |  |  |  |  |  |  |  |  |  |
| | |  |  |  |  |  |  |  |  |  |  |  |  |  |  |  |
| | 19. María de Quevedo |  |  |  |  |  |  |  |  |  |  |  |  |  |  |  |
| | |  |  |  |  |  |  |  |  |  |  |  |  |  |  |  |
| | |  |  |  |  |  |  |  |  |  |  |  |  |  |  |  |
| | 2. Miguel Mariano de Villegas, doctor en abogacía, síndico-procurador del Cabildo de Buenos Aires, diputado, asesor de gobierno rioplatense y presidente del Superior Tribunal de Justicia de la Confederación Argentina (primo de José de Villegas y Gómez de Arce, contador de la Real Armada Española y juez de paz de El Tala desde 1840, y tío abuelo segundo del general Conrado Villegas)                                                                    |  |  |  |  |  |  |  |  |  |  |  |  |  |  |  |
| | |  |  |  |  |  |  |  |  |  |  |  |  |  |  |  |
| | |  |  |  |  |  |  |  |  |  |  |  |  |  |  |  |
| | 20. Andrés Fernández |  |  |  |  |  |  |  |  |  |  |  |  |  |  |  |
| | |  |  |  |  |  |  |  |  |  |  |  |  |  |  |  |
| | |  |  |  |  |  |  |  |  |  |  |  |  |  |  |  |
| | 10. Juan Fernández Álvarez |  |  |  |  |  |  |  |  |  |  |  |  |  |  |  |
| | |  |  |  |  |  |  |  |  |  |  |  |  |  |  |  |
| | |  |  |  |  |  |  |  |  |  |  |  |  |  |  |  |
| | 21. Margarita Álvarez |  |  |  |  |  |  |  |  |  |  |  |  |  |  |  |
| | |  |  |  |  |  |  |  |  |  |  |  |  |  |  |  |
| | |  |  |  |  |  |  |  |  |  |  |  |  |  |  |  |
| | 5. María Mercedes Fernández Machado de Melo y Manzanares Maciel |  |  |  |  |  |  |  |  |  |  |  |  |  |  |  |
| | |  |  |  |  |  |  |  |  |  |  |  |  |  |  |  |
| | |  |  |  |  |  |  |  |  |  |  |  |  |  |  |  |
| | 22. Juan Francisco Machado de Melo y Manzanares (bisnieto de la infanzona Inés Nunes Cabral de Melo y de Gil Gonçalves de Moura) |  |  |  |  |  |  |  |  |  |  |  |  |  |  |  |
| | |  |  |  |  |  |  |  |  |  |  |  |  |  |  |  |
| | |  |  |  |  |  |  |  |  |  |  |  |  |  |  |  |
| | 11. Ana Machado de Melo y Manzanares Maciel |  |  |  |  |  |  |  |  |  |  |  |  |  |  |  |
| | |  |  |  |  |  |  |  |  |  |  |  |  |  |  |  |
| | |  |  |  |  |  |  |  |  |  |  |  |  |  |  |  |
| | 23. María Maciel Pacheco y Colares Escobar (chozna de Alonso de Escobar, I regidor del Cabildo de Buenos Aires, y descendiente de Martín Suárez de Toledo, XI gobernador del Río de la Plata y del Paraguay) |  |  |  |  |  |  |  |  |  |  |  |  |  |  |  |
| | |  |  |  |  |  |  |  |  |  |  |  |  |  |  |  |
| | |  |  |  |  |  |  |  |  |  |  |  |  |  |  |  |
| | 1. Miguel Francisco de Villegas |  |  |  |  |  |  |  |  |  |  |  |  |  |  |  |
| | |  |  |  |  |  |  |  |  |  |  |  |  |  |  |  |
| | |  |  |  |  |  |  |  |  |  |  |  |  |  |  |  |
| | 24. Cristóbal del Campo y Cuesta de Saavedra, caballero de la Orden de Calatrava, señor de Loreto y del mayorazgo de la Casa Del Campo de Villaviciosa (hermano de Nicolás Ignacio del Campo y Cuesta, I marqués de Loreto) |  |  |  |  |  |  |  |  |  |  |  |  |  |  |  |
| | |  |  |  |  |  |  |  |  |  |  |  |  |  |  |  |
| | |  |  |  |  |  |  |  |  |  |  |  |  |  |  |  |
| | 12. Diego Estanislao del Campo y Maestre (primo hermano de Nicolás Felipe Cristóbal del Campo y Rodríguez de Salamanca, II marqués de Loreto y III virrey del Río de la Plata) |  |  |  |  |  |  |  |  |  |  |  |  |  |  |  |
| | |  |  |  |  |  |  |  |  |  |  |  |  |  |  |  |
| | |  |  |  |  |  |  |  |  |  |  |  |  |  |  |  |
| | 25. María de Maestre y Rodríguez de las Varillas de Salamanca |  |  |  |  |  |  |  |  |  |  |  |  |  |  |  |
| | |  |  |  |  |  |  |  |  |  |  |  |  |  |  |  |
| | |  |  |  |  |  |  |  |  |  |  |  |  |  |  |  |
| | 6. Augusto Nicolás Cristóbal del Campo y Forgueras, jefe de la guardia virreinal y cabildante de Buenos Aires |  |  |  |  |  |  |  |  |  |  |  |  |  |  |  |
| | |  |  |  |  |  |  |  |  |  |  |  |  |  |  |  |
| | |  |  |  |  |  |  |  |  |  |  |  |  |  |  |  |
| | 26. Juan de Forgueras |  |  |  |  |  |  |  |  |  |  |  |  |  |  |  |
| | |  |  |  |  |  |  |  |  |  |  |  |  |  |  |  |
| | |  |  |  |  |  |  |  |  |  |  |  |  |  |  |  |
| | 13. Isabel de Forgueras y Mayo |  |  |  |  |  |  |  |  |  |  |  |  |  |  |  |
| | |  |  |  |  |  |  |  |  |  |  |  |  |  |  |  |
| | |  |  |  |  |  |  |  |  |  |  |  |  |  |  |  |
| | 27. Clara de Mayo |  |  |  |  |  |  |  |  |  |  |  |  |  |  |  |
| | |  |  |  |  |  |  |  |  |  |  |  |  |  |  |  |
| | |  |  |  |  |  |  |  |  |  |  |  |  |  |  |  |
| | 3. Juana María de Jesús del Campo y Maciel (hermana de Juan Estanislao del Campo, teniente coronel y unitario, prima hermana de Fernando Alfaro Maciel, hacendado y político, y prima segunda de Rafael Valentín Valdivieso Zañartu, arzobispo de Santiago de Chile, y de Francisca de Paula Verdugo Fernández de Valdivieso y Herrera, madre de los hermanos Carrera)                                                                                              |  |  |  |  |  |  |  |  |  |  |  |  |  |  |  |
| | |  |  |  |  |  |  |  |  |  |  |  |  |  |  |  |
| | |  |  |  |  |  |  |  |  |  |  |  |  |  |  |  |
| | 28. Manuel Maciel y Cabral de Alpoin, maestre de campo y alcalde de las ciudades de Corrientes y Santa Fe (un nieto del teniente de gobernador correntino Manuel Cabral de Melo y Alpoin) |  |  |  |  |  |  |  |  |  |  |  |  |  |  |  |
| | |  |  |  |  |  |  |  |  |  |  |  |  |  |  |  |
| | |  |  |  |  |  |  |  |  |  |  |  |  |  |  |  |
| | 14. Joaquín Maciel y Lacoizqueta, teniente de gobernador de Santa Fe (hermano de Juan Baltasar Maciel, doctor en abogacía, sacerdote y padrino del patriota Manuel Belgrano) |  |  |  |  |  |  |  |  |  |  |  |  |  |  |  |
| | |  |  |  |  |  |  |  |  |  |  |  |  |  |  |  |
| | |  |  |  |  |  |  |  |  |  |  |  |  |  |  |  |
| | 29. Rosa de Lacoizqueta y Martínez del Monje (hija de Juan de Lacoizqueta, maestre de campo y teniente de gobernador de Santa Fe, nieta materna del alcalde santafesino Francisco Martínez del Monje y bisnieta del corregidor cuyano Pedro Homem de Pessoa y Pereda, y también alcalde de Buenos Aires y teniente de gobernador de Santa Fe) |  |  |  |  |  |  |  |  |  |  |  |  |  |  |  |
| | |  |  |  |  |  |  |  |  |  |  |  |  |  |  |  |
| | |  |  |  |  |  |  |  |  |  |  |  |  |  |  |  |
| | 7. María Juana Maciel y Fernández de Valdivieso (prima hermana del doctor Manuel Joaquín de Valdivieso, secretario de Gobierno y diputado de la República de Chile, y de Cosme Maciel, constructor naval, político y primer abanderado argentino) |  |  |  |  |  |  |  |  |  |  |  |  |  |  |  |
| | |  |  |  |  |  |  |  |  |  |  |  |  |  |  |  |
| | |  |  |  |  |  |  |  |  |  |  |  |  |  |  |  |
| | 30. Silvestre Fernández de Valdivieso y Arbizu del Campo, maestre de campo |  |  |  |  |  |  |  |  |  |  |  |  |  |  |  |
| | |  |  |  |  |  |  |  |  |  |  |  |  |  |  |  |
| | |  |  |  |  |  |  |  |  |  |  |  |  |  |  |  |
| | 15. Isidora Fernández de Valdivieso Arbizu y Herrera Cabrera Velasco |  |  |  |  |  |  |  |  |  |  |  |  |  |  |  |
| | |  |  |  |  |  |  |  |  |  |  |  |  |  |  |  |
| | |  |  |  |  |  |  |  |  |  |  |  |  |  |  |  |
| | 31. Jerónima Rosa de Herrera Cabrera y Velasco (descendiente de Juan Ramírez de Velasco, Hernando Arias de Saavedra, Diego de Villarroel, Martín Suárez de Toledo, Jerónimo Luis de Cabrera, Juan de Garay, de Gonzalo Martel de la Puente y Guzmán, de Diego Gutiérrez de los Ríos y Aguayo, de Íñigo López de Mendoza y Luna y de Juan Fernández Manrique de Lara, entre otros)                                                                                   |  |  |  |  |  |  |  |  |  |  |  |  |  |  |  |
| | |  |  |  |  |  |  |  |  |  |  |  |  |  |  |  |
| | |  |  |  |  |  |  |  |  |  |  |  |  |  |  |  |

## "Juvenilia"(de Miguel Cané)
Después de todo lo acontecido, el doctor Miguel Francisco de Villegas —al igual que su primo Estanislao del Campo, su consuegro Federico R. Cuñado y el ítalo-genovés garibaldino Juan Lamberti— quedó inmortalizado en la obra literaria "Juvenilia" de Miguel Cané, escrita en 1884:

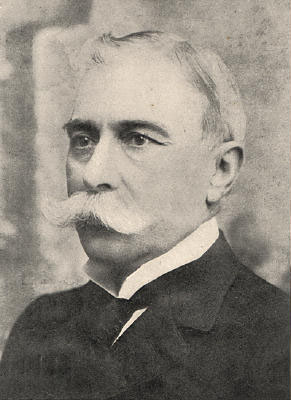
Miguel Cané.

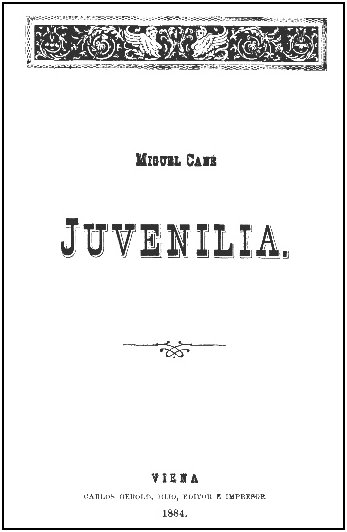
Juvenilia (1884).

- Párrafo de la página 75 del capítulo XXIX:[28]

Cuando leo en la Historia la narración del entusiasmo ardiente de los estudiantes en la Politécnica y la Normal, en 1815 y 1830; el arranque impetuoso de los estudiantes españoles en la guerra de la Independencia, abandonando Salamanca para unirse al Empecinado, a don Juan Porlier, al cura Merino; el heroísmo de los jóvenes alemanes en 1813 y 1814, brotando de los subterráneos de la Tugendbund para caer en los campos de Leipzig; de la muerte gloriosa de Koerner, cuando leo esos rasgos, me los explico perfectamente. Hay en los claustros un ansia de acción indescriptible; la savia hirviente de la juventud irrita la sangre, empuja, excita, enloquece. Se sueña con grandes hechos; la lucha enamora, porque implica la libertad. 
También nosotros formamos parte de las gloriosas filas del batallón Belgrano, que fue a ofrecer su sangre, y a pedir un puesto en la vanguardia del general Mitre al estallar la guerra del Paraguay. Yo fui soldado del doctor don Miguel Villegas; era cuanto podía exigirse de mi patriotismo: ¡servir a las órdenes de un profesor de la Universidad, que enseñaba filosofía por Balmes y Gérusez!.